# Karnasurtite-(Ce)
La karnasurtite-(Ce) è un minerale.